# Денис Ричи
Дѐнис Мака̀листър Рѝчи (на английски: Dennis MacAlistair Ritchie), популярен с потребителското си име dmr, е изтъкнат американски пионер в областта на компютърните науки.
Ричи е известен преди всичко като създател на C – един от най-широко използваните езици в историята на програмирането, оказал огромно влияние върху развитието на програмните езици като цяло, и послужил за основа на езика C++. Заедно със своя колега Кен Томпсън, той е създател и на операционната система Unix, която днес се използва в най-разнообразни устройства – от смартфони и персонални компютри, през сървъри и Интернет маршрутизатори, до системи за управление на космически апарати.
Денис Ричи е основна фигура в развитието на информационните технологии в период от над 40 години. Сред многобройните му приноси са също участието в разработването на езиците за програмиране BCPL и B, разширението за FORTRAN – ALTRAN, операционните системи Multics и Plan 9.

## Биография

### Ранни години
Ричи е роден на 9 септември 1941 г. в Бронксвил, Ню Йорк, САЩ. Завършва Харвардския университет със степен бакалавър по физика и приложна математика. През 1967 г. започва работа в Bell Labs. 

## C и Unix
Ричи е най-известен като създател на езика за програмиране С (в съвместна работа с Кен Томпсън и Браян Кърниган) и като ключов разработчик на операционната система Unix. Той също е съавтор на считаната за най-добра книга за Си: „Език за програмиране Си“, заедно с Браян Кърниган. 
Създаването на езика Си и ролята му в разработването на Unix заедно с Кен Томпсън през 1969 година го правят един от пионерите на съвременната изчислителна техника. Езикът Си широко се използва за писане на приложения и операционни системи. Влияние на този език се наблюдава в много съвременни езици за програмиране. Unix също оказва силно влияние на развитието на операционните системи.
След успеха с Unix Ричи продължава изследванията си в областта на операционните системи Plan 9 и Inferno и програмните езици Limbo.

## Награди

### Награда „Тюринг“
През 1983 година Ричи и Кен Томпсън съвместно получават престижната Награда „Тюринг“ за тяхната разработка на общата теория на операционните системи и в частност за създаването на Unix. 

### Национален медал за достижения в областта на технологиите
На 27 април 1999 година Ричи и Кен Томпсън заедно получават американския Национален медал в областта на технологиите и иновациите от президента Бил Клинтън за „изобретяването на операционната система Unix и езика за програмиране Си които довеждат до огромен напредък в компютърния хардуер, софтуер и мрежови системи и са стимулирали растежа на промишлеността като цяло, закрепявайки по този начин лидерската позиция на Америка в информационния век.“

## Смърт и наследство
Денис Ричи умира на 12 октомври 2011 г., на 70-годишна възраст, след продължително боледуване. Новината е съобщена от бившия му колега Робърт Пайк, а причината и точното време на смъртта остават неизвестни.
Здравето му било влошено от години, като му се наложило да премине през лечение за рак на простатата и сърдечно заболяване. Умира седмица след Стив Джобс и медиите почти не отразяват новината. 